# Monte Toraggio - Monte Pietravecchia
Monte Toraggio - Monte Pietravecchia este o arie protejată (arie specială de conservare — SAC, sit de importanță comunitară — SCI) din Italia întinsă pe o suprafață de 2.648 ha, integral pe uscat.

## Localizare
Centrul sitului Monte Toraggio - Monte Pietravecchia este situat la coordonatele 43°58′01″N 7°40′04″E / 43.9669°N 7.6678°E.

## Înființare
Situl Monte Toraggio - Monte Pietravecchia a fost declarat sit de importanță comunitară în iunie 1995 pentru a proteja 2 specii de plante și 67 de specii de animale. Situl a fost protejat și ca arie specială de conservare în iunie 2015.

## Biodiversitate
Situată în ecoregiunea alpină, aria protejată conține 17 habitate naturale: Fânețe de joasă altitudine (Alopecurus pratensis, Sanguisorba officinalis), Pajiști carstice calcaroase sau bazofile, de Alysso-Sedion albi, Pajiști alpine și subalpine calcaroase, Liziere de ierburi înalte hidrofile de câmpie și de nivel montan până la alpin, Formațiuni ierboase bogate în specii de Nardus, dezvoltate pe substraturi silicioase în zone montane (și în zone submontane, în Europa continentală), Păduri de fag Luzulo-Fagetum, Păduri de Quercus ilex și Quercus rotundifolia, Pajiști uscate seminaturale și facies de acoperire cu tufișuri pe substraturi calcaroase (Festuco-Brometalia) (* situri importante pentru orhidee), Pajiști alpine și boreale, Peșteri inaccesibile publicului, Pante stâncoase calcaroase cu vegetație casmofită, Păduri aluvionare cu Alnus glutinosa și Fraxinus excelsior (Alno-Padion, Alnion incanae, Salicion albae), Păduri alpine de Larix decidua și/sau Pinus cembra, Păduri de stejar alb estice, Păduri de Castanea sativa, Grohotișuri termofile și vest-mediteraneene, Roci stâncoase cu vegetație pionieră de Sedo-Scleranthion sau Sedo albi-Veronicion dillenii.
La baza desemnării sitului se află mai multe specii protejate:
- plante (2): Aquilegia reuteri, Gentiana ligustica
- păsări (57): uliu păsărar (Accipiter nisus), minunița (Aegolius funereus), ciocârlie-de-câmp (Alauda arvensis), potârnichea de stâncă (Alectoris graeca saxatilis), fâsă de pădure (Anthus trivialis), acvilă de munte (Aquila chrysaetos), buha (Bubo bubo), șorecarul comun (Buteo buteo), sticlete (Carduelis carduelis), Carduelis citrinella, cojoaica de pădure (Certhia familiaris), mierla de apă (Cinclus cinclus), șerpar (Circaetus gallicus), erete vânăt (Circus cyaneus), botgros (Coccothraustes coccothraustes), corb (Corvus corax), cioară neagră (Corvus corone), cuc (Cuculus canorus), pițigoi albastru (Cyanistes caeruleus), ciocănitoare pestriță mare (Dendrocopos major), ciocănitoare neagră (Dryocopus martius), presură de munte (Emberiza cia), presură de grădină (Emberiza hortulana), măcăleandru (Erithacus rubecula), șoim călător (Falco peregrinus), vânturel roșu (Falco tinnunculus), cinteză (Fringilla coelebs), gaiță (Garrulus glandarius), ciuvică (Glaucidium passerinum), sfrâncioc roșiatic (Lanius collurio), câneparul (Linaria cannabina), pițigoi moțat (Lophophanes cristatus), forfecuță gălbuie (Loxia curvirostra), ciocârlie de pădure (Lullula arborea), Lyrurus tetrix tetrix, mierlă de piatră (Monticola saxatilis), codobatură de munte (Motacilla cinerea), pietrar sur (Oenanthe oenanthe), pițigoi de brădet (Periparus ater), viespar (Pernis apivorus), codroș de munte (Phoenicurus ochruros), pitulice de munte (Phylloscopus bonelli), pitulice de munte (Phylloscopus collybita), ciocănitoarea verde (Picus viridis), pițigoi de munte (Poecile montanus), Prunella collaris, brumăriță de pădure (Prunella modularis), Ptyonoprogne rupestris, Pyrrhocorax pyrrhocorax, silvie-mică (Sylvia curruca), Tachymarptis melba, fluturașul de stâncă (Tichodroma muraria), pănțărușul (Troglodytes troglodytes), mierlă (Turdus merula), sturz-cântător (Turdus philomelos), sturz (Turdus pilaris), sturzul de vâsc (Turdus viscivorus)
- amfibieni (1): Speleomantes strinatii
- mamifere (5): lupul (Canis lupus), liliac cu urechi de șoarece (Myotis blythii), liliac comun (Myotis myotis), liliacul mare cu potcoavă (Rhinolophus ferrumequinum), liliacul mic cu potcoavă (Rhinolophus hipposideros)
- nevertebrate (4): fluturele auriu (Euphydryas aurinia), Euplagia quadripunctaria, rădașcă (Lucanus cervus), Rosalia alpina

Pe lângă speciile protejate, pe teritoriul sitului au mai fost identificate 118 specii de plante, 4 specii de amfibieni, 11 specii de mamifere, 81 de specii de nevertebrate, 4 specii de reptile.